# Becs de Bosson
Les becs de Bosson sont un sommet double couronné par des tours rocheuses proéminentes au sud-ouest de Grimentz dans le canton du Valais, en Suisse. La montagne se trouve au sud du roc d'Orzival et sépare le val d'Anniviers du vallon de Réchy. Il se dresse à la limite nord du plateau de Lona avec le lac de Lona.
La montagne atteint une altitude de 3 149 m à l'est au sommet principal appelé Grand Bec, alors que le pic ouest appelé Petit Bec s'élève à 3 148,8 m. L'ascension du Grand Bec présente un niveau de difficulté de III+ à IV. En revanche, le Petit Bec est accessible par un itinéraire facile pour les alpinistes de niveau de difficulté I.

## Toponymie
Les « becs » représentent les pointes en calcaire blanc de la montagne. Le mot « Bosson » serait un diminutif de « bos », une forme médiévale de « bois », désignant une forêt en contrebas.

## Géographie

### Situation
Les becs de Bosson se trouvent sur la limite entre les communes d'Anniviers et de Mont-Noble, entre les districts de Sierre et d'Hérens.

### Topographie
Trois arêtes se détachent des becs de Bosson. La première, à l'est, se termine à la pointe de Lona (2 931 m). L'arête nord forme le roc d'Orzival (2 854 m) et la Brinta (2 659 m). La dernière arête se porte vers le sud-ouest avant de tourner vers le nord. Elle comprend la Maya (2 916 m), la Becca de Lovégno (2 821 m), le mont Gautier (2 697 m), le mont Noble (2 672 m) et la tour Bonvin (2 443 m),.

De droite à gauche : les becs de Bosson, la cabane des becs de Bosson et l'arête sud-ouest avec la pointe de Tsevalire.